# 義田貴士
義田 貴士（よしだ たかし、本名:吉田 貴志=読みは同じ、1967年（昭和42年）2月19日 - ）は、広島県広島市出身のスポーツジャーナリスト、プロ野球インタビュアー、テレビプロデューサー、俳優、タレント。血液型はA型。実父は元崇徳高校硬式野球部監督・元OB会会長の吉田祥三。

## 来歴・人物
広島国泰寺高校→広島修道大学商学部経営学科卒業後、1990年にテレビ朝日へ入社。
スポーツ部記者として、プロ野球中継（読売ジャイアンツ=巨人、千葉ロッテマリーンズ、日本ハムファイターズ）や『GET SPORTS』の取材、リポーターとして活躍。中継出演時は「Dr.レポート」と銘打たれていた。また、自社のドラマ番組に出演し話題を集めた。
プロデューサーやディレクターとしても、取材対象だった巨人の選手篠塚和典・原辰徳・宮本和知の引退ドキュメント番組等に関わる。
2002年にテレビ朝日を退社して俳優、タレントとなり、その際に現在の芸名に改めている。並行して、フリーの野球選手インタビュアーとしての活動がメインとなっている。イチロー選手を始めとするプロ野球選手との交流を描いた著書、並びに取材レポートを発表している。テレビ朝日は退社しているものの、現在でも殆どのメディア関係の仕事は、古巣であるテレビ朝日のものである。
当初、「俳優」を目指すためにテレビ朝日を退職したと語っていた。収入が三分の一程度になることを覚悟したうえでの挑戦と話していたが、後に「スポーツジャーナリスト」と名乗るようになった。
松井秀喜とも交友がある。松井からは「おっさん」と呼ばれている。
年下の取材相手に平語でインタビューしたところ「テメェ何様だ!」と多数の視聴者から猛抗議・苦情が寄せられたことがあると、2006年11月12日フジテレビ系列で放送した『ジャンクSPORTS』「スポーツマスコミ」の回へ出演した際に語った。平語をあえて使う理由を「急にかしこまると、選手がぎこちなくなり、違和感をもってしまうので」と取材の進め方について述べている。

## 詳細情報

### 出演番組・CM

#### テレビ
特記なしはすべてテレビ朝日系列
スポーツ
- スーパーベースボール（大リーグ情報。『ゴールデンナイター』時代の1993年より巨人担当リポーターとしてABC制作の対阪神戦以外に出演した時期がある。『スーパーベースボール』となった2003年には副音声中継で長島三奈とキャスターを担当）
- GET SPORTS（1998年4月 - 、ナビゲーター）
- 僕は天才じゃない!独占!メジャーリーガー・イチローの本音（2000年12月29日）
- 2001イチローの真実（2001年12月28日、コメンテーター）
- イチ流（2004年12月 - 不定期）
- ナンだ!?（2006年4月 - 2007年9月、レギュラー。特別番組『南原清隆&長島三奈のプロ野球ってナンだ!?』として放送していた1999年の2回にもリポーターとして出演）
- FOX SPORTS ジャパン「BASEBALL CENTER」（2013年4月-。FOXスポーツ&エンターテイメント MC 2013年度はメインMCとして主に平日の試合、2014年度は金曜日の総合司会）

ニュース・情報
- ベストポジション（2002年4月、コメンテーター）
- ニュースステーション（2002年5月、スポーツキャスター）

ドラマ
- OLビジュアル系（2001年放送の第2シリーズ・完結編SP、テレビ朝日、森本亮役）
- 恋する京女将 音姫千尋の事件簿（2003 - 2004年） - 中島刑事
- 結婚相談員・末永卯月の推理案内状 地獄の花嫁5（2004年7月、フジテレビ系、ガードマン役）
- アストロ球団（2005年、パーフェクト・チョイスおよびテレビ朝日系、王貞治役）
- 古畑任三郎FINAL 第3夜（2006年1月、フジテレビ系、殿山役）

#### ラジオ
- SPORTIVO SENTIMENTO（RFラジオ日本）
- 義田貴士の絆 KIZUNA（アスペクトHP内インターネットラジオ。2010年11月29日 - 2011年2月15日、全10回配信）
- 赤江珠緒 たまむすび（TBSラジオ、2015年7月23日）

#### CM（テレビ）
- 花王「ピュオーラ」

### 出演映画
- 走れ!イチロー（2001年公開、アナウンサー役）
- 青の瞬間（2001年公開、三浦慶太役） ※「吉田貴志」名義
- ホールインワン 女子ゴルファー千春（2005年公開）
- キャプテン（2007年公開、アナウンサー役）
- 男たちの挽歌 A BETTER TOMOROOW（2010年韓国・2011年日本公開）

### 著書
- 遙かなイチロー、わが友一朗（2002年10月、ベストセラーズ。書籍コード：ISBN 4584187002）
- イチロー 果てしなき夢（2005年4月、学習研究社。書籍コード：ISBN 4052023145）
- プロの流儀（2006年5月、日本文芸社。書籍コード：ISBN 4537253762）
- 原辰徳 走り続ける情熱（2011年3月30日、学研教育出版。書籍コード：ISBN 4054046487）